# Universidad Nacional de Cañete
La Universidad Nacional de Cañete (UNDC) es una universidad pública peruana fundada en el año 2009 y ubicada en la provincia de Cañete, Lima.

## Historia
El 15 de noviembre del 2007 la Municipalidad Provincial de Cañete presentó al Congreso del Perú un proyecto para la creación de una universidad para la provincia de Cañete. El 15 de septiembre del 2009, la Comisión de Educación del Congreso aprobó el dictamen sobre la iniciativa legislativa siendo aprobado el 19 de noviembre del mismo año. Sin embargo, esta fue observada por el presidente Alan García tras la presentación de un proyecto de ley que suspendía la creación de nuevas universidades. Esto provocó una huelga por parte de los pobladores de la provincia de Cañete. El 19 de diciembre del mismo año fue aprobado por segunda vez el proyecto en el Congreso. El 23 de diciembre se dio la Ley N° 29488 que crea la Universidad Nacional de Cañete sobre las bases de la Universidad Nacional del Callao y la Universidad Nacional José Faustino Sánchez Carrión. El alcalde de entonces, Javier Alvarado Gonzáles del Valle, anunció el "Ladrillotón" para el acopio de materiales de construcción de la universidad, evento que fue respaldado por artistas locales.
A través de la Resolución Ministerial N° 0070-2010-ED se designó a la Comisión Organizadora de la Universidad Nacional de Cañete, siendo ratificada mediante la Resolución Ministerial N.º 0301-2010-ED, bajo el liderazgo de Fernando Quevedo Ganoza como Presidente, Augusto Hidalgo Sánchez como Vicepresidente Administrativo y Daniel Lovera Dávila como Vicepresidente Académico. Tras la renuncia de Augusto Hidalgo y Daniel Lovera, se designó a Julio Zavaleta León como Vicepresidente Administrativo y a Eladio Damián Angulo Altamirano como Vicepresidente Académico a través de la Resolución Ministerial N° 0120-2012-ED. Tras la renuncia de Julio Zavaleta y Eladio Angulo, se procedió al cese de Fernando Quevedo y la designación de una nueva Comisión Organizadora, mediante Resolución Ministerial N° 0458-2012-ED, bajo el liderazgo de Manuel Alejandro Borja Alcalde como Presidente, Reyna López De Montoya como Vicepresidente Administrativo e lndalecio Enrique Horna Zegarra como Vicepresidente Académico.
El 11 de julio del 2013 se suscribió un convenio entre la Municipalidad Provincial de Cañete y la Universidad Nacional de Cañete para el uso de los ambientes de la Casa de la Cultura. A través del Acuerdo de Concejo N° 055-2013-MPC se incorporó al Gobierno Regional de Lima dentro del convenio. Mediante la Resolución N° 666-2013-CONAFU se dio la autorización de funcionamiento provisional a la Universidad Nacional de Cañete. El 5 de febrero del 2014 mediante la Resolución  Nª 040-2014- CONAFU se aprobó el Reglamento General de Admisión. Con Resolución N°090-2014-CONAFU se nombró a José Gabriel Chahuara Ardiles como Vicepresidente Académico en reemplazo de Indalecio Horna.
El 13 de abril del 2014 se realizó el primer examen de admisión de la universidad con un total de 400 ingresantes. El 28 de abril del 2014 se iniciaron las actividades académicas.

## Carreras profesionales
Las carreras que ofrece la Universidad Nacional de Cañete son:
- Administración
- Ingeniería de sistemas
- Agronomía
- Administración de Turismo y Hotelería
- Contabilidad

## Convenios
La Universidad Nacional de Cañete dispone de convenios marco con la Universidad Nacional Autónoma de Chota, la Universidad Ricardo Palma, la Universidad Católica Santa María y la Universidad Nacional de Jaén. Además de convenio marco con el Instituto Superior Tecnológico de Pacarán y el ICPNA. Cuenta, también, con convenio marco con la municipalidad distrital de Cerro Azul y de Lunahuaná.